# Edmond Haan
Pour les articles homonymes, voir Haan.
Edmond Haan, né le 25 mai 1924 à Schorndorf (Allemagne) et mort le 15 août 2018 à Strasbourg, est un footballeur français. Il a fait toute sa carrière comme ailier gauche au Racing Club de Strasbourg, à l'exception d'un petit intermède au Nîmes Olympique.
Après sa carrière de professionnel, il devient entraineur puis dirigeant du Football Club de Kronenbourg (FCK) à Strasbourg.

## Carrière de joueur
- AS Pierrots Vauban Strasbourg
- 1941-1947 : CA Strasbourg
- 1947-1961 : RC Strasbourg
  - 1949-1950 : Nîmes Olympique (prêt)

## Palmarès
- Champion de France D2 en 1950 avec le Nîmes Olympique
- Meilleur buteur du Championnat de France D2 en 1950 avec le Nîmes Olympique
- Vainqueur de la Coupe de France en 1951 avec le RC Strasbourg
- International A de 1951 à 1953 (4 sélections)
- 256 matches et 56 buts en Division 1 avec le RC Strasbourg
- 87 matches et 47 buts en Division 2 avec le Nîmes Olympique et le RC Strasbourg